# Probudím se včera
Probudím se včera je česká filmová sci-fi komedie z roku 2012 s motivem cestování v čase. Film se natáčel v letních měsících roku 2011 v rodišti režiséra Miloslava Šmídmajera v Litoměřicích, kde se natáčely všechny scény z minulosti, což byla největší část filmu. Dále se natáčelo v Lovosicích, na zámku v Ploskovicích, v Praze a v oboře ve Veltrusech.

## Děj
Protagonista příběhu Petr Kovář (Filip Blažek) si nedokáže udržet žádný vztah, ženy ho opouštějí. Vzpomíná na Elišku (Eva Podzimková), svou tajnou lásku ze střední školy. Na srazu třídy dostane tip na jistou laboratoř, která provádí pokusy s cestováním v čase. Díky tomu se může na celý jeden měsíc vrátit na střední školu do června 1989 a pokusit se získat si srdce své vysněné dívky. Po probuzení jej čeká kulturní šok, než si zvykne na úplně odlišné prostředí. I když má tělo osmnáctiletého mladého kluka (hraje Jiří Mádl), zůstalo mu uvažování čtyřicátníka, čehož náležitě využívá např. ve vyučovacích hodinách při provokování prorežimních učitelů. Vymyslí také obdobu Facebooku nazvanou Licokniga (rusky Лицокнига; lico = face = obličej, kniga = book = kniha). Je to nástěnka na chodbě školy, kde mají žáci svou fotografii, status, zájmy, apod.
A protože je Eliška zadaná, musí kromě způsobu jak ji zaujmout vymyslet i metodu, jak se zbavit svého soka. Po všelijakých peripetiích se mu to nakonec podaří a po návratu do přítomnosti se změní dějová linie a Petr zjistí, že se akce vydařila. Je teď ženatý s Eliškou (dospělou hraje Martina Preissová) a má s ní dceru a syna.

## Obsazení
- Filip Blažek - Petr Kovář
- Jiří Mádl - mladý Petr Kovář
- Martina Preissová - Eliška Rybanská
- Eva Josefíková - mladá Eliška Rybanská
- Svatopluk Skopal - pan Kovář
- Ljuba Krbová - paní Kovářová
- Tomáš Matonoha - Aleš Mikulík
- Filip Cíl - mladý Aleš Mikulík
- Viktor Preiss - profesor Křístek
- Miroslav Táborský - profesor Maznička
- Zlata Adamovská - profesorka Pažitková
- Nela Boudová - učitelka ruštiny
- Roman Šebrle - tělocvikář
- Milan Šteindler - profesor Bartoš
- Petr Nárožný - dr. Průměr
- Jan Vondráček - inspektor Křeček
- Jitka Čvančarová - Marie
- Anna Polívková - Dáša
- David Matásek - Josef Perča
- Jan Musil - mladý Josef Perča
- Bohumil Klepl - příslušník VB